# Helmut Hoyer (Elektrotechniker)
Helmut Hoyer (* 20. Juni 1950 in Pottum) ist ein deutscher Wissenschaftler für Elektro- und Prozessrechentechnik. Von 1997 bis Anfang März 2016 war er Rektor der FernUniversität in Hagen.

## Leben
Nach dem Abitur am Konrad Adenauer Gymnasium in Westerburg studierte Hoyer von 1969 bis 1975 Elektrotechnik an der Universität Karlsruhe mit Abschluss als Dipl.-Ing. der Fachrichtung Regelungs- und Steuerungstechnik. Zwischen 1975 und 1978 war er wissenschaftlicher Mitarbeiter am Fraunhofer-Institut für Informations- und Datenverarbeitung IITB (heute Teil des Fraunhofer-Institut für Optronik, Systemtechnik und Bildauswertung), Karlsruhe und von 1979 bis 1985 wissenschaftlicher Assistent am Lehrstuhl Automatisierungstechnik und Informationstechnik, Fachbereich Elektrotechnik, FernUniversität in Hagen. 1984 erfolgte seine Promotion zum Dr.-Ing.
Zwischen 1985 und 1988 war Hoyer Leiter der Gruppe „Regelung und Mehrrobotersysteme“ am Institut für Roboterforschung (IRF), Universität Dortmund. Er war von 1988 bis zu seiner Pensionierung 2016 Professor für „Prozesssteuerung und Regelungstechnik“ im Fachbereich Elektrotechnik der FernUniversität in Hagen. In den Jahren 1990 bis 1992 war er Dekan des Fachbereichs Elektrotechnik und von 1993 bis 1997 Prorektor für Planung und Finanzen. Hoyer war von April 1997 bis Ende Februar 2016  ununterbrochen Rektor der FernUniversität in Hagen. Von 1999 bis 2008 war er Vizepräsident/Acting President des International Council for Open and Distance Education (ICDE) und von 2001 bis 2002 Vorsitzender der Landesrektorenkonferenz NRW.
Hoyer war von 2002 bis 2016 Mitglied im Kuratorium des Fraunhofer-Instituts für Umwelt-, Sicherheits- und Energietechnik UMSICHT. Er war von 2004 bis 2006 wissenschaftlicher Leiter des Centrum für eCompetence in Hochschulen NRW. 2005 erhielt er das Bundesverdienstkreuz am Bande, 2006 den Heinz von Foerster-Preis. Vom 1. Oktober 2007 bis 30. September 2011 war Hoyer Mitglied des Hochschulrates der Universität Bamberg. Er ist Mitglied im Beirat der Fraunhofer Technology Academy. Seit Jan. 2017 ist er Vorsitzender des Board of Trustees des ICDE. Im Dezember 2017 wurde ihm der Verdienstorden des Landes Nordrhein-Westfalen verliehen.
Hoyer hat Forschungsschwerpunkte im Bereich der Robotik und der unterstützenden Technologien für ältere Menschen und Menschen mit Behinderungen sowie Programmschwerpunkte des Rektorates im Bereich der Neuen Medien in der Lehre, Virtuelle Universität. Hoyer ist Themenpate der Themengruppe „Curriculum Design & Qualitätsentwicklung“ beim 2014 vom Centrum für Hochschulentwicklung, Hochschulrektorenkonferenz und Stifterverband initiierten Hochschulforum Digitalisierung, welches vom Bundesministerium für Bildung und Forschung gefördert wird.